# 枫溪乡 (浦城县)
枫溪乡是中国福建省南平市浦城县下辖的一个乡。

## 行政区划
枫溪乡共辖7个行政村，分别是：
枫溪村、黄坛村、福禄村、杜畲村、岱后村、池家村、胡推村。